# Biografielijst Sw

## Swa

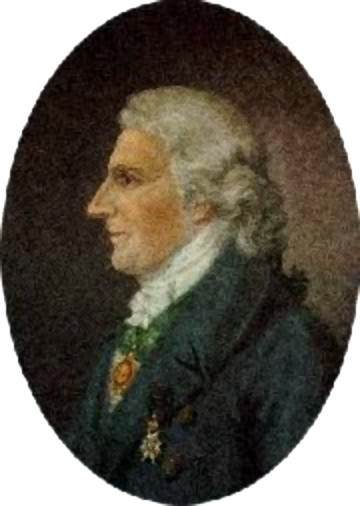
Olof Swartz

- Dick Swaab (1944), Nederlands arts en neurobioloog
- Henny de Swaan-Roos (1909-1995), Nederlands feministe
- Frank Swaelen (1930-2007), Vlaams-Belgisch politicus
- Michiel de Swaen (1654-1707), Vlaams dichter
- Jimmy Lee Swaggart (1935-2025), Amerikaans evangelist en muzikant
- Oscar Swahn (1847-1927), Zweeds schutter
- Dominique Swain (1980), Amerikaans actrice
- Emily Swallow (1979), Amerikaans actrice
- Monkombu Swaminathan (1925-2023), Indiaas landbouwkundige
- Jan Swammerdam (1637-1680), Nederlands wetenschapper
- Joseph Wilson Swan (1828-1914), Engels schei-, natuurkundige en uitvinder
- Maria Swanenburg (1839-1915), Nederlands criminele (Goeie Mie)
- Gloria Swanson (1899-1983), Amerikaans actrice
- Dave Swarbrick (1941-2016), Brits folkviolist
- Victoria Swarovski (1993), Oostenrijks zangeres en presentatrice
- Sjaak Swart (3 juli 1938), Nederlands voetballer
- Luketz Swartbooi (1966), Namibisch atleet
- An Swartenbroekx (1969), Vlaams actrice en scenariste
- René Swartenbroekx (1935), Vlaams auteur en scenarist
- Samuel Swarts (1917-1944), Nederlands meubelmaker en verzetsstrijder
- Aaron Swartz (1986-2013), Amerikaans computerprogrammeur, schrijver en internetactivist
- Olof Peter Swartz (1760-1816), Zweeds botanicus en taxonoom
- Oscar Swartz (1959), Zweeds entrepreneur, schrijver en blogger
- Jacques Swaters (1926-2010), Belgisch autocoureur
- Don Swayze (1958), Amerikaans acteur en stuntman
- Patrick Swayze (1952-2009), Amerikaans acteur en danser

## Swe

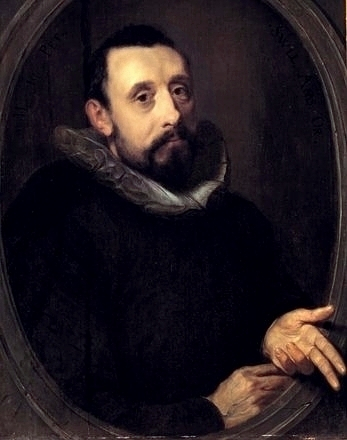
Jan Pieterszoon Sweelinck

- Heidi Swedberg (1966), Amerikaans actrice
- Emanuel Swedenborg (1688-1772), Zweeds parlementariër en ziener
- Hans van Sweeden (1939-1963), Nederlands componist, acteur, dichter en danser
- Dirk Janszoon Sweelinck (1591-1652), Nederlands organist
- Jan Pieterszoon Sweelinck (1562-1621), Nederlands componist
- Monica Sweetheart (1981), Tsjechisch pornoactrice
- Gilbert Sweetlove (1928-2014), Belgisch syndicalist en politicus
- Yousef Sweid (1976), Israëlisch acteur
- Anna Swenn-Larsson (1991), Zweeds alpineskiester
- Gerdy Swennen (1968), Belgisch actrice
- Sandra Swennen (1973), Belgisch atlete
- Inga Swenson (1932-2023), Amerikaans actrice
- Gill Swerts (1982), Belgisch voetballer
- Piet Swerts (1960), Belgisch componist

## Swi
- Gerard van Swieten (1700-1772), Nederlands arts
- Ignace van Swieten (1943-2005), Nederlands voetbalscheidsrechter
- Jan van Swieten (1807-1888), Nederlands militair, politicus en publicist
- Justyna Święty-Ersetic (1992), Pools atlete
- Clive Swift (1936), Engels acteur en auteur
- Francie Swift (1969), Amerikaans actrice
- Jonathan Swift (1667-1745), Brits schrijver
- Taylor Swift (1989), Amerikaans countryzangeres
- Ronny Swiggers (1961), Belgisch quizzer
- Gerlinda Swillen (1942), Belgisch-Duits historica, lerares en bestuurster
- Gilbert Swimberghe (1927-2015), Belgisch kunstschilder
- Bart Swings (1991), Belgisch inline-skater en langebaanschaatser
- Pol Swings (1906-1983), Belgisch astrofysicus
- Eric Swinkels (1949), Nederlands kleiduivenschutter
- Joannes Baptista Swinkels (1810-1875), apostolisch vicaris van Suriname
- John Swinkels (1986), Nederlands paralympisch sporter
- Guido Swinnen (1957), Belgisch voetballer
- Loretta Swit (1937-2025), Amerikaans actrice

## Swo
- Hans van Swol (1914-2010), Nederlands tennisser, rugbyspeler en arts

## Swy
- Katherine Swynford (1350-1403), derde vrouw van Jan van Gent